# رایان لوت
رایان لوت آهنگساز و نوازنده آمریکایی است که در دنور، کلرادو متولد شده و هم‌اکنون ساکن لس آنجلس است. او گروه سان لوکس را تأسیس و پنج آلبوم و چهار ای‌پی را منتشر کرده‌است. او همچنین عضو سیزیفوس است و موسیقی متن‌هایی را برای تعدادی از فیلم‌ها به ثبت رسانده‌است که از مهمترین آنها می‌توان به معنی میانگین رؤیاها (۲۰۱۷)، شهرهای کاغذی (۲۰۱۵)، و گم شدن الانور ریگبی (۲۰۱۳) اشاره کرد.